# Annickia le-testui
Annickia le-testui (Le Thomas) Setten & Maas – gatunek rośliny z rodziny flaszowcowatych (Annonaceae Juss.). Występuje naturalnie w Gabonie.

## Morfologia
PokrójZimozielone drzewo. Młode pędy są owłosione.
LiścieMają eliptyczny kształt. Mierzą 10–21 cm długości oraz 4,5–8 cm szerokości. Są owłosione od spodu. Nasada liścia jest od rozwartej do zaokrąglonej. Blaszka liściowa jest o ostrym lub spiczastym wierzchołku. Ogonek liściowy jest owłosiony i dorasta do 4–8 mm długości.
KwiatySą pojedyncze, rozwijają się w kątach pędów. Działki kielicha mają lancetowaty kształt, są owłosione i dorastają do 7–9 mm długości. Płatki mają owalny kształt, są mięsiste i osiągają do 12–18 mm długości. Kwiaty mają owłosione słupki o długości 2 mm.

## Biologia i ekologia
Rośnie w wilgotnych wiecznie zielonych lasach, na terenach nizinnych.